# Marina Schreiber

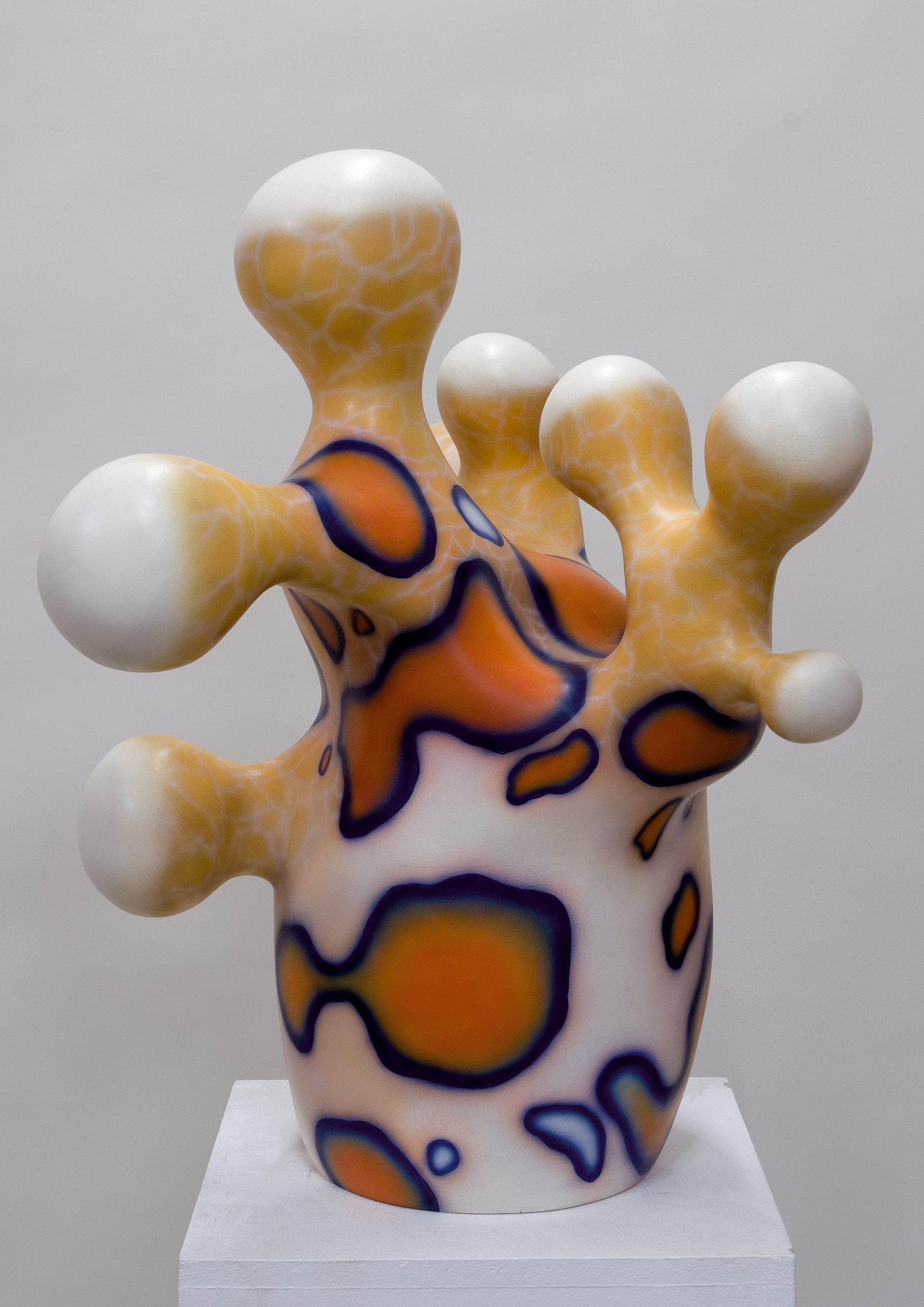
"Tiefseeorganismen" (2006)

Marina Schreiber (* 1958 in Hannover) ist eine deutsche Malerin und Bildhauerin.

## Leben und Werk
Schreiber studierte bis 1988 Bildhauerei und Malerei an der Fachhochschule für Kunst und Design in Hannover und anschließend an der Hochschule der Künste Berlin. Sie lebt und arbeitet in Berlin und Betzin. In ihren Kreationen bekennt sich Schreiber zur Kunstgeschichte: Joan Miró, Hans Arp, Paul Klee und Wassili Kandinsky haben sie beeinflusst.

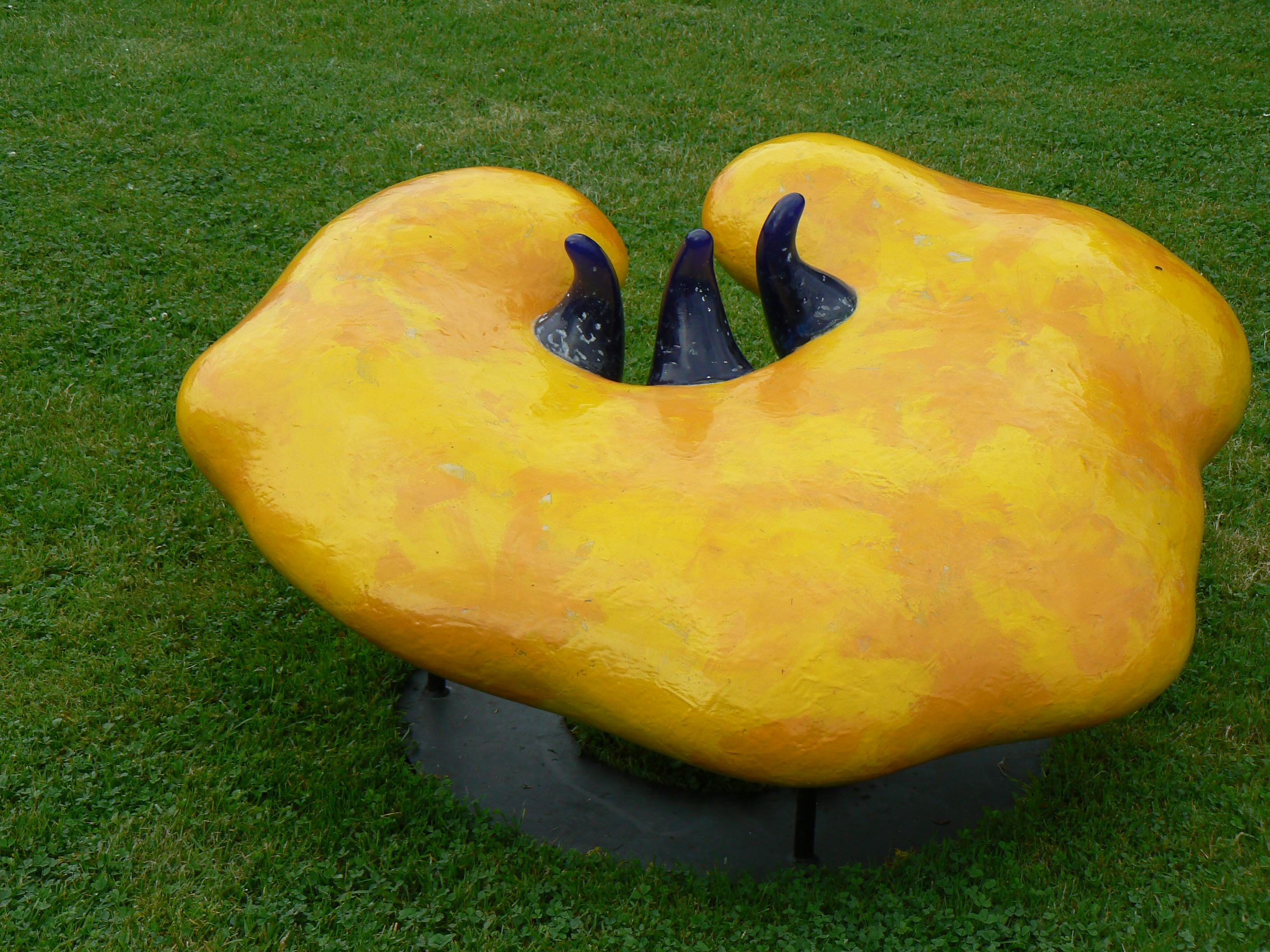
"Überraschung aus dem Genlabor", Funnix

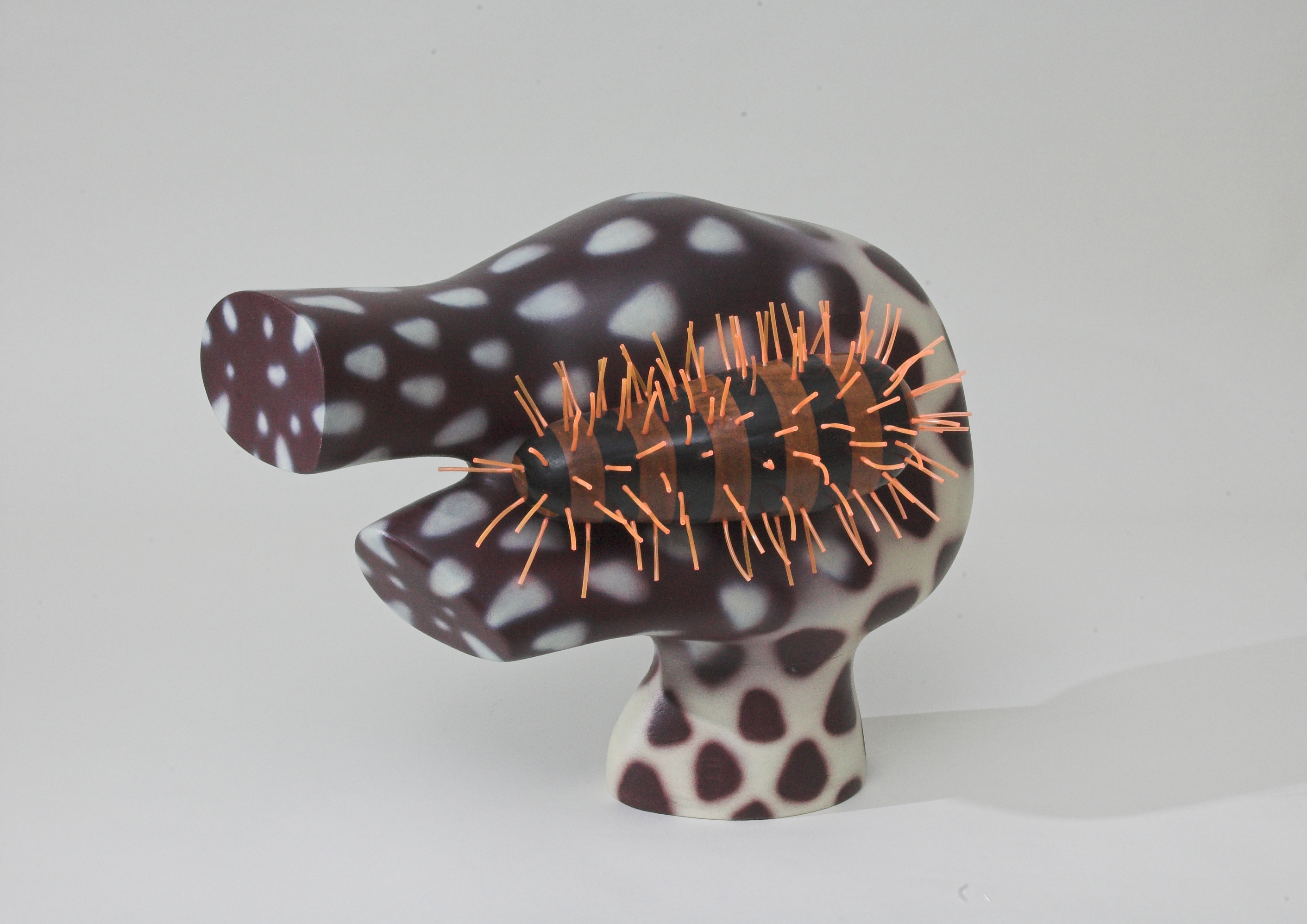
"Leandermal" (2007)

Schreiber verwendet für ihre Arbeiten, die sie "Biomorphe Abstraktionen" nennt, die unterschiedlichsten natürlichen und künstlichen Materialien von diversen Hölzern über Draht und Kunststoffperlen bis hin zu Polyester. Mit starken Farben schafft sie Skulpturen, die sich auf den ersten Blick nur an den Titeln erkennen lassen, wobei dem Betrachter noch viel Interpretationsspielraum bleibt. Die Objekte tragen beispielsweise Namen wie Meertaltiefe, Venusgürtel, Speichertwasser, Koralle, Porenschwamm, Tiefseekaktus, Spaceblooms oder Wasserpfeifen (ein fünfteiliges Wasser-Objekt). 

## Stipendien/Preise
- "Villa Serpentara" der Akademie der Künste Berlin in Olevano Romano (bei Rom) in Italien (1990)
- Käthe-Dorsch-Stiftung, Berlin (1997)
- Stiftung Kulturfonds im Künstlerhaus Lukas in Ahrenshoop (2001)
- Der Brita-Kunstpreis (1996)

## Kritiken
Zum Formenreichtum von Schreibers Plastiken schreiben Kunstkritiker:

„Je nach Perspektive nehmen wir diese „Körper“ anders wahr. Einzelne Elemente kann der Betrachter identifizieren, andere aber bleiben geheimnisvoll. Das mag auch für die jeweiligen Werke im Gesamten gelten. Damit nimmt der Begriff der Abstraktion einen anderen Inhalt an. Denn die Skulpturen sind real, sie sind realistische Modelle ihrer selbst.“

„Farbe und auch Form sind ausschließlich und allein dazu da, auf Vielfalt und Möglichkeit hinzuweisen, auf eine Varianz, die sich permanent der Kontrolle entzieht.“

## Ausstellungen (Auswahl)
- 1992 "Skulpturen I", Gehag-Forum Berlin
- 1993 Kempinski Plaza, Berlin
- 1995 "Standpunkte", Galerie Rafael Vostell Fine Arts, Berlin
- 1996 "Poetica dei frammenti", Casina Grande, Mailand/Italien
- 1997 "zu zweit", Galerie im Körnerpark, Berlin
- 1999 "Wesen und Haut der Dinge", Galerie HO, Berlin
- 2000 Galerie Linneborn, Berlin
- 2001 "Zeilenweise parallel, Ameise-Mensch", Klagenfurt/Österreich
- 2002 Galerie Carinthia, Ossiach/Österreich
- 2003 Galerie Liebau, Burghaun - Fulda
- 2004 Galerie im Skulpturenpark Katzow
- 2004 Galerie Wild, Frankfurt am Main
- 2005 Galerie Linneborn, Berlin
- 2005 Galerie Steinle, München
- 2006 Galerie am Klostersee, Lehnin (Brandenburg)
- 2006 Skulpturengarten am Seddiner See, Galerie Ruhnke, Potsdam
- 2007 Skulpturengarten Funnix, Wittmund
- 2007 Sammlung Haus Rheinsberg, Rheinsberg (Brandenburg)
- 2016 "Marina Schreiber - Polyflore Mikrofauna". Städtische Galerie, Lehrte, 24. Juni bis 4. September 2016[3]